# Exèrcit del Potomac
|  | Per a altres significats sobre l'exèrcit confederat, vegeu «Exèrcit del Potomac (confederat)». |

L'Exèrcit del Potomac fou el principal exèrcit de la Unió sobre el Front oriental de la Guerra Civil dels Estats Units, creat pel general George Brinton McClellan, el jove Napoleó, que, tot i el seu talent per a l'organització i de la seva formació militar, no aportà cap prova de la seva semblança amb Napoleó Bonaparte, a diferència del comandant confederat Robert E. Lee, però l'exèrcit que bastí estava destinat a portar la causa de la Unió cap a la victòria.

## Història
En vigílies de la Guerra de Secessió, l'exèrcit regular era de 16.400 homes i les tropes es trobaven disperses, la major part del temps, en petits destacaments als forts i a llocs de vigilància sobre la zona fronterera amb el salvatge oest, sent rars els oficials de l'exèrcit que tenien més d'una brigada junta en un sol lloc. Al començament de la guerra l'any 1861 es presentaren sobre els camps de batalla exèrcits d'una mida desconeguda prèviament a Amèrica del Nord.

## Organització
L'organització de la infanteria de McClellan seguia el model establert per Napoleó Bonaparte per la seva Grande Armée (en francès, gran exèrcit). L'única tàctica de base eren els cossos, compostos de tres o quatre divisions, cadascuna de les quals, al seu temps, era dividida en tres o quatre brigades, més una brigada d'artilleria, per a un total de 10.000 a 15.000 homes. La complexitat d'aquesta organització necessità de la creació d'escuts o insígnies que permetessin la identificació ràpida de les unitats i la localització dels comandants sobre el camp de batalla. Les insígnies dels cossos, habitualment autoritzades a llurs comandants, aparegueren en 1862, i ben aviat foren col·locades sobre els estendards. Per acabar, el reglament general núm. 53 de l'Exèrcit del Potomac (maig 1863), introduí un sistema estàndard per a tot això: a cada cos li fou, doncs, atribuït, una insígnia distintiva. L'estendard del cos era blau, i una cua bifurcada mostrava la insígnia i el número de cos. Els estendards de les divisions i de les brigades eren, respectivament, rectangulars i triangulars, amb un arranjament distintiu de color per a cadascú. Hi havia, igualment, estendards per a la brigada del cos d'artilleria i pel quarter general.
D'altres exèrcits de la Unió i departaments militars adoptaren un sistema semblant pel que fa als estendards però, durant la guerra civil, cap reglamentació general de l'exèrcit regulant el seu disseny fou publicada. Tanmateix, les insígnies d'uniformes i els estendards de l'exèrcit dels Estats Units d'avui tenen llurs orígens en les insígnies i banderes d'aquesta època.